# Isovalent
Deux atomes isovalents sont deux atomes ayant la même charge.
Iso pour même et valent pour charge.
Par exemple, dans un cristal, le silicium et le germanium sont isovalents, étant dans la même colonne / le même groupe (IVA / 14) du tableau périodique des éléments.
Dans le cas contraire (atomes ayant des charges / valences différentes), on parle d'atomes aliovalents.